# Пфорцхаймская высшая школа
Пфорцхаймская высшая школа (нем. Hochschule Pforzheim) — специализированное высшее учебное заведение в области международного бизнес-администрирования, инженерии и дизайна. Особое внимание уделяется уровню практической и международной подготовки студентов. В университете насчитывается общей сложностью 25 направлений бакалавриата и 14 направлений магистратуры.

## История
Учреждение основано в 1877 году.
Пфорцхаймская высшая школа, как государственный вуз, финансируется из федерального и земельного бюджета. С другой стороны, благодаря хорошему имиджу и многолетним связям с индустрией, Пфорцхаймскую высшую школу спонсируют такие международные компании, как Daimler, Ernst & Young, La Biosthétique, Volksbank, Kärcher, Würth и другие.

## Международные связи
Пфорцхаймская высшая школа поддерживает партнёрские отношения с более чем сотней университетов из приблизительно сорока стран Европы и других континентов. Бизнес-журнал «BusinessWeek» в 2007 году причислил Пфорцхаймскую высшую школу к 60 лучшим школам дизайна в мире. С самого основания рейтинга журнала «WirtschaftsWoche» Пфорцхаймская высшая школа входит в десятку лучших университетов прикладных наук в Германии по специализации «бизнес-администрирование». В 2012 году Пфорцхаймская высшая школа заняла второе место в Германии.. Французское рейтинговое агентство Eduniversal включает Пфорцхаймскую высшую школу в 2011 году в список 500 лучших бизнес-школ мира и позиционирует её как Excellent Business Schools: nationally strong and/or with continental links.. Немецкий центр развития вузов (нем. Centrum für Hochschulentwicklung) причисляет Пфорцхаймскую высшую школу к лучшим вузам немецкоязычных стран по направлениям: бизнес-администрирование, машиностроение и информационные технологии в бизнесе

## Известные выпускники
- Роберт Фридман — управляющий международной немецкой компании Würth
- Кристоф Кюбель — член совета директоров Bosch
- Ганс Рихтер — широко известный немецкий прокурор, вёл дела против директоров банка LBBW и генерального директора Porsche, за что был прозван в прессе «Охотник за Порше» (Porsche-Jäger)
- Даниель Саймон — один из создателей диснеевского фильма «Трон: Наследие»
- Юлиана Блази — одна из ведущих дизайнеров BMW. В том числе дизайнер экстерьера BMW Z4